# 혹수도
혹수도는 전라남도 신안군 신의면 신의도와 장산면 장산도 사이에 있는 수도이다.

## 해양지명
- 제정 해양지명 : 혹수도[1]
- 대표위치(WGS-84) : 34°35´42.9˝N, 126°07´22.0˝E
- 범위 : 전남 신안군 신의면 신의도와 장산면 장산도 사이 길이 약 9 km, 폭 약 1–3 km 의 수도